# Transition de phase
Pour les articles homonymes, voir Transition (homonymie).
 (mai 2022).

Noms exclusifs des transitions de phase en thermodynamique.

En physique, une transition de phase est la transformation physique d'un système d'une phase vers une autre, induite par la variation d'un paramètre de contrôle externe (température, champ magnétique...).
Une telle transition se produit lorsque ce paramètre externe atteint une valeur seuil (ou valeur « critique »). La transformation traduit généralement un changement des propriétés de symétrie du système.
Quelques exemples :
- les changements d'état de la matière : fusion, ébullition, sublimation, etc. ;
- les changements de propriétés magnétiques : un métal ferromagnétique passe d'un comportement ferromagnétique à paramagnétique au-delà du point de Curie ; certains matériaux deviennent supraconducteurs en dessous d'une température critique ;
- la condensation quantique de fluides bosoniques en condensat de Bose-Einstein ;
- les brisures de symétrie dans les lois de la physique au début de l'histoire de l'Univers, en lien avec son expansion et la diminution de sa température ;
- la transition de phase que semble subir la matière nucléaire à certaines énergies[1].

Les transitions de phase ont lieu lorsque l'enthalpie libre G (aussi appelée énergie libre de Gibbs) d'un système n'est pas une fonction analytique (par exemple non continue ou non dérivable) pour certaines variables thermodynamiques. Cette non-analyticité provient du fait qu'un nombre extrêmement grand de particules interagissent ; cela n'apparaît pas lorsque les systèmes sont trop petits.

## Types de transitions de phase courants

Représentation schématique des changements d'états les plus courants.

Les transitions de phase (ou changements d'état physique) les plus courantes font intervenir trois états de la matière, l'état solide, l'état liquide et l'état gazeux, elles sont donc au nombre de six :
- de solide à liquide : fusion ;
- de solide à gazeux : sublimation ;
- de liquide à solide : solidification ;
- de liquide à gazeux : vaporisation (ébullition ou évaporation) ;
- de gazeux à solide : condensation solide, déposition ou sublimation inverse ;
- de gazeux à liquide : liquéfaction ou condensation liquide ;

En thermodynamique, un terme spécifique est attribué à chacune des transitions. Par exemple :
- de gazeux à solide : condensation (exclusivement) ;
- de gazeux à liquide : liquéfaction (exclusivement).

Il existe aussi des transitions de phase de solide à solide (remplacement d'un polymorphe par un autre), comme la transformation du diamant en graphite (transition reconstructive) ou celle du quartz α en quartz β (transition displacive).

## Classification des transitions de phase

### Classification d'Ehrenfest
Paul Ehrenfest a le premier tenté de classer les transitions de phase, à partir du degré de non-analyticité. Bien qu'utile, ce classement n'est qu'empirique et ne représente pas la réalité des mécanismes de transition.
Cette classification repose sur l'étude de la continuité des dérivées ne de l'énergie libre, :
- les transitions du premier ordre sont celles pour lesquelles la dérivée première par rapport à une des variables thermodynamiques de l'énergie libre est discontinue (présence d'un « saut » dans cette dérivée). Par exemple, les transitions solide/liquide/gaz sont de premier ordre : la dérivée de l'énergie libre par rapport à la pression est le volume, qui change de manière discontinue lors des transitions ;
- les transitions du deuxième ordre sont celles pour lesquelles la dérivée première par rapport à une des variables thermodynamiques de l'énergie libre est continue mais pas la dérivée seconde qui présente une discontinuité. La transition paramagnétique/ferromagnétique du fer (en absence de champ magnétique) en est un exemple type : la dérivée première de l'énergie libre par rapport au champ magnétique appliqué est l'aimantation, la dérivée seconde est la susceptibilité magnétique et celle-ci change de manière discontinue à la température dite « de Curie » (ou point de Curie).

### Classification actuelle des transitions de phase
La classification d'Ehrenfest a été abandonnée car elle ne prévoyait pas la possibilité de divergence — et pas seulement de discontinuité — d'une dérivée de l'énergie libre. Or, de nombreux modèles, dans la limite thermodynamique, prévoient une telle divergence. Ainsi, par exemple, la transition ferromagnétique est caractérisée par une divergence de la capacité thermique (dérivée seconde de l'énergie libre).
La classification utilisée actuellement distingue également des transitions de premier et de second ordre, mais la définition est différente.
Les transitions du premier ordre sont celles qui impliquent une enthalpie de transition de phase (ou enthalpie de changement d'état, encore parfois appelée chaleur latente). Au cours de ces transitions, le système absorbe ou émet une quantité d'énergie fixe (et en général grande). Comme l'énergie ne peut pas être transférée instantanément entre le système et son environnement, les transitions de premier ordre ont lieu dans des phases étendues dans lesquelles toutes les parties ne subissent pas la transition au même moment : ces systèmes sont hétérogènes. C'est ce que l'on constate lors de l'ébullition d'une casserole d'eau : l'eau n'est pas instantanément transformée en gaz mais forme un mélange turbulent d'eau et de bulles de vapeur d'eau. Les systèmes étendus hétérogènes sont difficiles à étudier car leurs dynamiques sont violentes et peu contrôlables. C'est le cas de nombreux systèmes, notamment des transitions solide/liquide/gaz.
Les transitions du second ordre sont des transitions dites « de phase continues » ; il n'y a pas d'enthalpie associée. C'est le cas de la transition ferromagnétique, de la transition superfluide et de la condensation de Bose-Einstein.
Toutefois, la question de l'existence même des transitions de second ordre est un très vieux débat et il semble aujourd'hui accepté qu'elles n'existent pas stricto sensu.
Il existe également des transitions de phase d'ordre infini. Elles sont continues mais ne brisent aucune symétrie (voir ci-dessous). L'exemple le plus fameux est la transition Berezinski-Kosterlitz-Thouless dans le modèle XY à deux dimensions. Ce modèle permet de décrire de nombreuses transitions de phase quantiques dans un gaz d'électrons à deux dimensions.

## Propriétés des transitions de phase

### Points critiques
Dans le cas de la transition entre les phases liquide et gaz, il existe des conditions de pression et de température pour lesquelles la transition devient du second ordre. Près de ce point critique, le fluide est suffisamment chaud et comprimé pour que l'on ne puisse pas distinguer les phases liquides et gazeuses.
Le système a une apparence laiteuse en raison des fluctuations de la densité du milieu, qui perturbent la lumière sur tout le spectre visible. Ce phénomène est appelé opalescence critique.
On retrouve également ce type de transition dans les systèmes magnétiques.

### Symétries
Les phases avant et après transition ont généralement des symétries différentes.
Ainsi de la transition entre un fluide (liquide ou gaz) et un solide cristallin. Le fluide est composé de molécules distribuées de façon désordonnée et homogène. Il possède une symétrie de translation continue : tout point du fluide possède les mêmes propriétés. Un solide ordonné est généralement constitué d'atomes disposés selon un réseau cristallin. La symétrie de translation est alors réduite aux opérations de translations qui laissent ce réseau invariant (vecteurs du réseau). La symétrie de translation dans l'état ordonné (cristal) est donc réduite par rapport à celle de l'état liquide ou gazeux.
La transition ferromagnétique est un autre exemple d'une transition brisant la symétrie. L'aimantation d'un corps est obtenu par l’alignement des moments magnétiques (spins) des atomes qui le constitue. À haute température, l’aimantation est nulle, les spins étant orientés aléatoirement selon une direction choisie (celle d'un champ magnétique externe, par exemple). Les spins adjacents interagissent entre eux et ont tendance s'aligner. Cette symétrie d'orientation est brisée par la formation de domaines magnétiques contenant des moments magnétiques alignés. Chaque domaine a un champ magnétique pointant dans une direction fixée choisie aléatoirement pendant la transition de phase.
La nature de la rupture de symétrie définit les propriétés du système à la transition de phase. Ceci fut noté par Landau : il n'est pas possible de trouver une fonction continue et dérivable entre des phases possédant une symétrie différente. Ceci explique qu'il n'est pas possible d'avoir un point critique pour une transition solide cristallin-fluide.
Pour les transitions de phase thermiques (induites par un changement de température), la phase la plus symétrique est le plus souvent la phase stable à haute température ; c'est par exemple le cas des transitions solide-liquide et ferromagnétique. En effet, à haute température l'Hamiltonien d'un système présente habituellement un plus haut degré de symétrie. À basse température, l'apparition d'un ordre réduit la symétrie (rupture spontanée de symétrie).
La rupture de la symétrie nécessite l'introduction de variables supplémentaires pour décrire l'état du système. Par exemple, dans la phase ferromagnétique, il faut pour décrire le système indiquer l'« aimantation nette » des domaines qui s'opère lors du passage sous le point de Curie. Ces variables sont des paramètres d'ordre. Cependant, les paramètres d'ordre peuvent aussi être définis pour des transitions qui ne rompent pas la symétrie.
Les transitions de phase qui brisent la symétrie jouent un rôle important en cosmologie. Dans la théorie du Big Bang, l'Univers primordial possède initialement (ère de Planck) un grand nombre de symétries. Au cours de l'expansion, la température de l'Univers baisse, ce qui entraîne une série de transitions de phase liées à des brisures successives de symétries. Ainsi, la transition électro-faible rompt la symétrie SU(2)×U(1) du champ électrofaible, le champ électromagnétique actuel ayant une symétrie U(1). Cette brisure de symétrie est expliquée, dans le cadre du modèle standard, par le mécanisme de Higgs.

### Exposants critiques et classes d'universalité
Parmi les phénomènes critiques, les transitions de phase continues (du second ordre ou d'ordre supérieur) possèdent de nombreuses propriétés intéressantes.
Les transitions de phase peuvent être caractérisées par une évolution des paramètres du système en fonction du paramètre externe en loi de puissance, dont les exposants sont appelés exposants critiques. Ainsi, quand la température {\displaystyle T} est proche de la température de Curie {\displaystyle T_{\text{C}}}, la capacité thermique {\displaystyle C} suit typiquement une loi de puissance :
{\displaystyle C\sim |T_{\text{C}}-T|^{-\alpha }}
La constante α est l'exposant critique associé à la capacité calorifique. Puisque la transition n'a pas de chaleur latente, il faut nécessairement que α soit strictement inférieur à 1 (sinon, la loi {\displaystyle C(T)} n'est plus continue). La valeur de α dépend du type de transition de phase considéré :
- pour -1 < α < 0, la capacité calorifique a une « anomalie » à la température de transition. C'est le comportement de l'hélium liquide à la « transition lambda » d'un état « normal » vers l'état superfluide ; expérimentalement, on trouve α = -0,013 ± 0,003 dans ce cas ;
- pour 0 < α < 1, la capacité calorifique diverge à la température de transition, cependant, la divergence n'est pas assez importante pour produire une chaleur latente. La troisième dimension de la transition de la phase ferromagnétique suit un tel comportement. Dans le modèle Ising tri-dimensionnel pour les aimants uniaxiaux, des études théoriques détaillées ont déterminé une valeur de l'exposant α ∼ 0,110.

Quelques systèmes ne suivent pas cette loi de puissance. Par exemple, la théorie de champ moyen prédit une discontinuité finie de la capacité calorifique à la température de transition, et le modèle Ising bi-dimensionnel a une divergence logarithmique. Cependant, ces systèmes sont des modèles théoriques ; les transitions de phase observées jusqu'ici suivent toutes une loi de puissance.
On peut définir plusieurs exposants critiques — notés β, γ, δ, ν, et η — correspondant aux variations de plusieurs paramètres physiques autour du point critique.
Fait remarquable, des systèmes différents possèdent souvent le même ensemble d'exposants critiques. Ce phénomène est appelé universalité. Par exemple, dans le cas du point critique liquide-gaz, les exposants critiques sont largement indépendants de la composition chimique du fluide. Plus surprenant, les exposants critiques de la transition de phase ferromagnétique sont exactement les mêmes pour tous les aimants uniaxiaux. De tels systèmes sont dits être dans la même classe d'universalité.
L'universalité est une prédiction de la théorie de la transition de phase du groupe de renormalisation, qui indique que les propriétés thermodynamiques d'un système près de la transition dépend seulement d'un petit nombre d'éléments, comme la dimensionnalité et la symétrie, et est insensible aux propriétés sous-jacentes microscopiques du système.